# 恩承 (咸丰進士)
恩承（1828年—？），后更名恩棠，字君錫，号楓庭，費莫氏，满洲镶黄旗人。道光丙午举人，咸丰癸丑进士。
后任内阁中书，汉本堂行走，文渊阁校阅，刑部堂主事、山西司行走，国子监祭酒，内阁学士兼礼部侍郎，理藩院左侍郎。

## 家族
族亲蘇爾德，山西巡抚；
清安泰，乾隆辛丑进士，河南巡抚；
德昌（蘇爾德之子），乾隆乙未进士；
穆蘭泰，咸丰癸丑同榜进士；
弟恩崇，咸安宫官学生。
女儿费莫氏，镇国将军善旌嫡妻。